# Символ защиты авторских прав на фонограмму
Символ защиты авторских прав на фонограмму (℗) представляет собой заглавную букву P в круге (от англ. phonogram — фонограмма).
Следует различать символ и знак защиты авторских прав на фонограмму. Последний, как правило, состоит из:
1. символа ℗,
2. года первого издания фонограммы,
3. имени (наименования) правообладателя.

В зависимости от особенностей национального законодательства базовая последовательность элементов знака может быть разной, так, например, в России принят вариант «символ-правообладатель-год» (℗ Мелодия  1977), а в США - «символ-год-правообладатель» (℗ 2020 Example Enterprise), при этом изготовитель фонограммы может не указываться, если он указан на экземпляре фонограммы иным способом. 
Впервые символ был представлен в Европе в середине 1960-х годов и используется в качестве символа для защиты авторского права в США с 1971 года.
Использование символа урегулировано в 402-м параграфе 17-го раздела Кодекса США, а также в Женевской конвенции по фонограммам.

## Кодировка
В Юникоде U+2117 ℗ sound recording copyright имеет также альтернативные названия published (с англ. — «опубликован») и phonorecord sign (с англ. — «символ фонограммы»). Внешне символ похож на знаки U+24C5 Ⓟ circled latin capital letter p и U+24DF ⓟ circled latin small letter p из блока Обрамлённые буквы и цифры, предназначенные для использования в качестве маркеров списка.